# Southwick, Wiltshire
Southwick är en ort och civil parish i Storbritannien.   Den ligger i grevskapet Wiltshire och riksdelen England, i den södra delen av landet, 150 km väster om huvudstaden London. Southwick ligger 46 meter över havet och antalet invånare är 1 739.
Terrängen runt Southwick är huvudsakligen platt, men åt sydost är den kuperad.Runt Southwick är det ganska tätbefolkat, med 239 invånare per kvadratkilometer. Närmaste större samhälle är Trowbridge, 2,9 km nordost om Southwick. Trakten runt Southwick består till största delen av jordbruksmark.